# Desisa lunulatoides
Desisa lunulatoides är en skalbaggsart som beskrevs av Stefan von Breuning 1968. Desisa lunulatoides ingår i släktet Desisa och familjen långhorningar. Inga underarter finns listade i Catalogue of Life.